# Toon Siepman
Antoine Henri Joseph Theodoor ("Toon") Siepman (4 mei 1953) is een Nederlands voormalig hockeyer die actief was voor MOP. Tegenwoordig is hij hockeycoach.

## Loopbaan
Na zijn actieve carrière ging de planoloog aan de slag als trainer-coach. Siepman werkte achtereenvolgens voor MOP (mannen en vrouwen) en de mannen van HC Tilburg, Push, Hockeyclub 's-Hertogenbosch (1998-2001) en Oranje Zwart (2001-2010).
In 1989 promoveerde hij met de MOP-heren naar de overgangsklasse.
Met Push heren promoveerde hij in 1993 naar de hoofdklasse.
Met Den Bosch won hij in 1999 de Europacup I, in 2000 de Europacup II en in 2001 de landstitel in de hockeyhoofdklasse 
Met Oranje Zwart won hij in 2002, 2003, 2004 de landstitel in de zaal, in 2004 de Euroacup II en in 2005 de landstitel in de hoofdklasse. 
Van 2011 tot 2015 is Siepman trainer/coach van de dames van MOP, waarmee hij in 2011 naar de hoofdklasse promoveerde. 
In 2013 werd hij verrassend met MOP vice landskampioen in de zaal. Onder zijn leiding bereikt MOP als beste resultaat de 6e plaats in de hoofdklasse.
Vanaf 2016 is Siepman trainer/coach van de dames van Oranje Rood, de nieuwe fusieclub van Oranje Zwart en EMHC.
In zijn eerste jaar eindigt Siepman met Oranje Rood op de 4e plaats in de hoofdklasse. Het was voor Oranje Zwart/Rood de eerste keer dat de play-offs bereikt werden.
Siepman was onder meer werkzaam als strafcornertrainer bij de Belgische Hockey Bond, de Australische hockeybond, de Duitse bond en de Schotse bond. 
Faam verwierf de Brabander vooral als 'strafcornertrainer'. Zo stond hij aan de basis van de strafcorner van erkende schutters van het Nederlands elftal, Bram Lomans, Ageeth Boomgaardt en Mink van der Weerden. Vanaf 2004 trainde hij de strafcorner van het Nederlands dameselftal. In 2006 begon hij de training met Maartje Paumen. Daarnaast werkte hij met de Pakistaanse strafcornerspecialist Sohail Abbas. Siepman gaf ook regelmatig gasttrainingen aan de nationale teams van Australië, China, België, Spanje, Japan, Schotland, Zuid-Afrika, Duitsland, Ierland en Zwitserland. Sinds november 2001 is Siepman FIH Coach Grade One.
Internationaal was Siepman werkzaam in het begeleidingsteam van Canada (2000-2001). Bondscoach Maurits Hendriks voegde zijn landgenoot in 2002 toe aan zijn staf bij de nationale hockeyploeg van Spanje. Op 4 december 2010 werd Siepman samen met voormalig hockeyinternational Jeroen Delmee aangesteld als assistent-bondscoach van het Belgische nationale mannenteam. Het duo ging de nieuwe bondscoach Colin Batch bijstaan. Delmee, in het bezit van maar liefst 401 caps, was tot oktober 2010 actief als assistent-bondscoach van de Nederlandse vrouwen. Siepman maakte al eerder deel uit van de technische staf in België. Het nieuwe drietal moest België naar de Olympische Zomerspelen 2012 loodsen.

## Internationale erelijst
2000
- Olympische Spelen in Sydney:
  - Tiende plaats met Canada

2001
- WK-kwalificatietoernooi in Edinburgh:
  - Achtste plaats met Canada

2003
- Europees kampioenschap in Barcelona:
  - Tweede plaats met Spanje

2004
- Olympisch kwalificatietoernooi in Madrid:
  - Tweede plaats met Spanje
- Olympische Spelen in Athene:
  - Vierde plaats met Spanje
- Champions Trophy in Lahore:
  - Eerste plaats met Spanje

2005
- Europees kampioenschap hockey in Leipzig 2005
  - Eerste plaats met Spanje

2006
- Champions Trophy 2006 in Terrassa
  - Derde plaats met Spanje
- Wereldkampioenschap 2006 in Mönchengladbach
  - Derde plaats met Spanje

2008
- Champions Trophy 2008 in Rotterdam
  - Tweede plaats met Spanje
- Olympische Zomerspelen 2008 in Beijing
  - Zilveren medaille met Spanje

2012
- Olympische Zomerspelen 2012 Londen
  - Consultant België heren
  - Strafcornertrainer van Maartje Paumen